# Who Am I (What's My Name)?
Who Am I (What's My Name)? è il singolo di debutto da solista del rapper Snoop Doggy Dogg, pubblicato il 30 ottobre 1993 come primo estratto dal suo primo album in studio Doggystyle.

## Descrizione
La canzone, prodotta da Dr. Dre, figura un campionamento di (Not Just) Knee Deep di Funkadelic nella linea di basso, Atomic Dog di George Clinton nel ritornello. Alla parte vocale hanno inoltre contribuito Jewell e Tony Green.
Inoltre il rapper Jay-Z cambiò un verso della prima parte della canzone per utilizzarlo nel suo brano Jigga My Nigga.

## Video musicale
Il video musicale prodotto per il brano, diretto da Fab 5 Freddy, è stato girato a Long Beach, in California, e figura i cameo del produttore del brano Dr. Dre e del rapper Kurupt.

## Tracce
1. Who Am I? (What's My Name?) (Clean Radio Mix)
2. Who Am I? (What's My Name?) (Clean Club Mix)
3. Who Am I? (What's My Name?) (Explicit Club Mix)
4. Who Am I? (What's My Name?) (LP Version)
5. Who Am I? (What's My Name?) (Instrumental)

## Classifiche

### Classifiche settimanali
| Classifica (1993) | Posizione massima |
| ----------------- | ----------------- |
| Australia         | 13                |
| Belgio (Vallonia) | 22                |
| Francia           | 11                |
| Germania          | 20                |
| Nuova Zelanda     | 4                 |
| Paesi Bassi       | 8                 |
| Regno Unito       | 20                |
| Stati Uniti       | 8                 |
| Stati Uniti (Rap) | 1                 |
| Svizzera          | 21                |
| Svezia            | 14                |